# Víctor García (futbolista)
Víctor Hugo García Hernández (Cúa, Venezuela, 11 de junio de 1994) es un futbolista venezolano que juega como defensa en la Cultural y Deportiva Leonesa de la Segunda División de España.

## Trayectoria
Nacido en Cúa, Miranda, García debutó con el Deportivo La Guaira el 29 de agosto de 2010 contra el Atlético El Vigía, convirtiéndose en uno de los juveniles más jóvenes en debutar en Primera con el club. El 25 de noviembre de 2011 anotó su primer gol ante el Aragua Futbol Club. Permaneció tres temporadas en el club venezolano.
A principios de 2013, se trasladó a Europa para integrarse en el F. C. Oporto "B", donde firmó un contrato de tres años. Debutó con el primer equipo el 13 de abril de 2014 en una victoria 1-3 contra el Sporting Clube de Braga, vistiendo el dorsal 54. De 2013 a 2016, alternó entre el filial y el primer equipo.
El 8 de agosto de 2016 fue cedido al C. D. Nacional por el Fútbol Club Oporto.
En 2017 se unió al Vitória de Guimarães, donde jugó durante tres temporadas, incluyendo un breve período en préstamo en 2019 con el F. C. Famalicão. En total, disputó 17 partidos con el Vitória, incluyendo encuentros en la Liga Europa de la UEFA, donde fue titular en los dos enfrentamientos contra el Arsenal FC.
El 17 de septiembre de 2020, firmó por la Agrupación Deportiva Alcorcón en la Segunda División de España, donde permaneció dos temporadas. Al finalizar su contrato, regresó a Portugal y firmó por un año con el Moreirense F. C., donde disputó cinco partidos. En agosto de 2023, se unió a la Cultural y Deportiva Leonesa de la Primera Federación en España.

## Selección nacional

### Selecciones menores
Ha sido internacional en las categorías sub-17 y sub-20 con la selección de fútbol de Venezuela. En 2011, participó en el Campeonato Sudamericano Sub-17 de 2011 en Ecuador, donde disputó 4 partidos y anotó 1 gol.
En 2013 fue convocado para la selección sub-20 en el Campeonato Sudamericano de Fútbol Sub-20 de 2013, jugando en 2 partidos.

### Selección absoluta
Debutó el 10 de agosto de 2011 en un partido amistoso contra Honduras en Fort Lauderdale, Estados Unidos, entrando en el minuto 87 en una derrota 0-2.

## Estadísticas
Actualizado al último partido disputado el 12 de octubre de 2024.
| Club                      | País      | Año       | Partidos | Goles |
| ------------------------- | --------- | --------- | -------- | ----- |
| Deportivo La Guaira F. C. | Venezuela | 2010-2012 | 37       | 2     |
| F. C. Oporto "B"          | Portugal  | 2013-2014 | 32       | 0     |
| F. C. Oporto              | Portugal  | 2014      | 2        | 0     |
| F. C. Oporto "B"          | Portugal  | 2014-2016 | 70       | 0     |
| F. C. Oporto              | Portugal  | 2015-2016 | 5        | 0     |
| C. D. Nacional            | Portugal  | 2016-2017 | 24       | 0     |
| Vitória S. C.             | Portugal  | 2017-2020 | 38       | 0     |
| F. C. Famalicão           | Portugal  | 2019      | 9        | 0     |
| A. D. Alcorcón            | España    | 2020-2022 | 42       | 0     |
| Moreirense F. C.          | Portugal  | 2022-2023 | 5        | 0     |
| Cultural Leonesa          | España    | 2023-     | 45       | 0     |

## Palmarés

### Títulos nacionales
| Título                       | Club                         | País     | Año     |
| ---------------------------- | ---------------------------- | -------- | ------- |
| Segunda División de Portugal | F. C. Porto "B"              | Portugal | 2015-16 |
| Segunda División de Portugal | Moreirense F. C.             | Portugal | 2022-23 |
| Primera Federación           | Cultural y Deportiva Leonesa | España   | 2024-25 |